# Hohhot
Cette page contient des caractères spéciaux ou non latins. S’ils s’affichent mal (▯, ?, etc.), consultez la page d’aide Unicode.
Hohhot ou Kuku-khoto (mongol bitchig :  ; translittération VPMC : Kökeqota ; mongol cyrillique : Хөх хот, translittération : Khökh khot (« la ville bleue »), en chinois : 呼和浩特 ; pinyin : Hūhéhàotè (transcription phonétique du mongol)) est la capitale de la région autonome de Mongolie-Intérieure, en Chine, depuis 1949.
- Abréviation : chinois : 呼市 ; pinyin : hūshì
- Autres appellations : chinois : 青城 ; pinyin : qīngchéng (transcription littérale du nom mongol, « la ville bleue »).

## Histoire

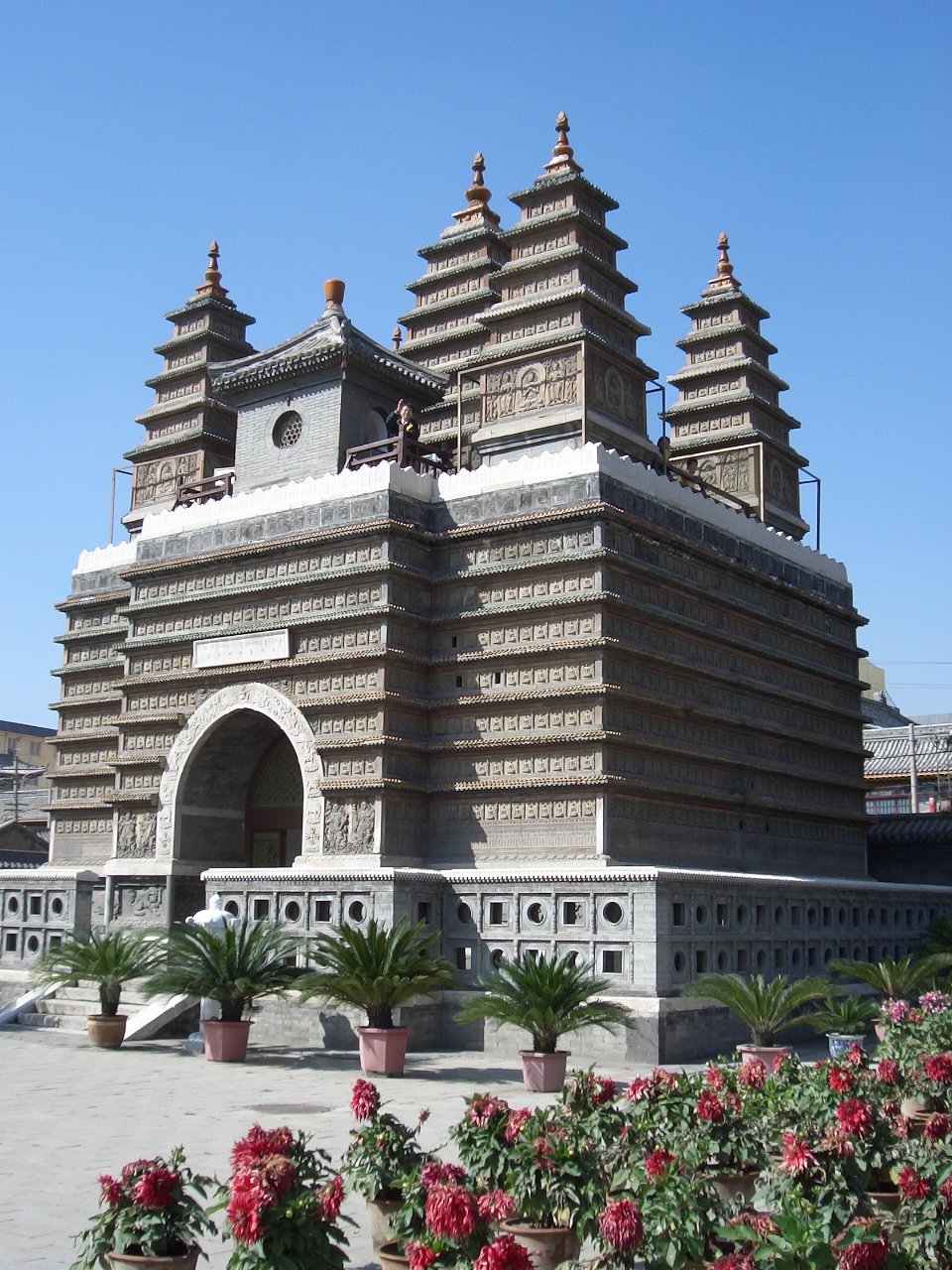
Le temple des cinq pagodes.

Au début du XVIe siècle, une troupe mongole conduite par Altan Khan s’implante dans l’endroit. Altan Khan et sa femme, Sanniangzi (三娘子, sānniángzǐ), commencent à établir une ville en 1581 (à l’origine un monastère fortifié) et la nomment Hohhot, ce qui veut dire « ville bleue » (xöx xot) en mongol, d’après la couleur des murs du temple construits en briques bleues.
Plus tard, le gouvernement Ming la renomme Guihua (归化 / 歸化, guīhuà), dont le véritable sens chinois est « retour à la civilisation et apaiser (les barbares) ». En 1735 (dynastie Qing), les Mandchous construisent une ville à environ 2,5 km au nord-est de Guihua et la nomment Suiyuan (绥远城 / 綏遠城, suíyuǎn chéng) (ville lointaine pacifiante). Après la dynastie Qing la ville est renommée Guisui (归绥 / 歸綏, guīsuí) (par contraction des premiers caractères de Guihua et Suiyuan, et qui signifie « soumission et pacification », en chinois) ou Houhe jusqu’en 1954, date à laquelle elle est renommée Hohhot.
On distingue deux parties dans la ville actuelle : 
- Xincheng (新城, xīnchéng, « Ville nouvelle »), partie moderne de Hohhot,
- Ggucheng (古城, gǔchéng, « Ville ancienne »), quartiers des principaux monuments historiques et des vieilles demeures.

## Monuments
- Le monument de Gengis Khan .
- La pagode Wanbu-Huayanjing (pagode blanche).
- Le temple des cinq pagodes de Hohhot ou temple Cideng .
- La statue d'Altan Khan .
- Les temples Dazhao (大召寺, dàzhào sì, « grand temple de l'évocation ») et Xiaozhao (小召寺, xiǎozhào sì, « petit temple de l'évocation ») contenant parmi les plus anciennes statues de personnages de l'école gelug (école des bonnets jaunes).
- La grande mosquée de Hohhot .
- La tombe de Zhaojun, situé à 9 km au Sud, en banlieue, contient également le Musée de la culture xiongnu .
- La demeure du gouverneur général de Suiyuan (chinois simplifié : 绥远城将军衙署 ; pinyin : suíyuǎn chéng jiāngjūn yáshǔ) datant de la dynastie Qing, qui sous la République de Chine (1912-1949) devint le district spécial de Suiyuan, puis la province du Suiyuan ancienne province, dont Hohhot, alors appelé Guisui était la capitale.
- Le musée de Mongolie-Intérieure comportant des collections de fossiles, de dinosaures, de la préhistoire et de l'histoire de la Mongolie-Intérieure.
- La résidence de la princesse Gurun Kejing, abritant le Musée municipal d'Hohhot.
- Le parc Qingcheng (en).

## Démographie
Selon le recensement de 2010, la population de Hohhot est de 2 866 615 habitants, soit 428 717 de plus que lors du recensement de 2000 (l'accroissement démographique annuel pour la période 2000-2010 a été de 1,63 % en moyenne). La population de la ville est de 1 980 774 habitants (4 districts urbains).
La très grande majorité des habitants de Hohhot sont des Han dont la majorité viennent de la province voisine du Shanxi, représentant 87,16 % de la population totale en 2010.
Le reste des ethnies est principalement constitué d'environ 9 % de Mongols et de quelques représentants des minorités coréenne, hui, Daur, etc. On peut rencontrer quelques vendeurs ouïghours de bijoux composés de pierres du Xinjiang près du temple de Dazhao.
| Nom de l'ethnie              | Hans    | Mongols | Huis  | Mandchous | Daurs | Coréens | Miaos | Tujias | Evenks | Yis  | Autres |
| ---------------------------- | ------- | ------- | ----- | --------- | ----- | ------- | ----- | ------ | ------ | ---- | ------ |
| Population                   | 2498647 | 285969  | 41403 | 30637     | 3045  | 1249    | 696   | 560    | 518    | 516  | 3375   |
| En rapport à l'ensemble (%)  | 87.16   | 9.98    | 1.44  | 1.07      | 0.11  | 0.04    | 0.02  | 0.02   | 0.02   | 0.02 | 0.12   |
| En rapport aux minorités (%) | ---     | 77.72   | 11.25 | 8.33      | 0.83  | 0.34    | 0.19  | 0.15   | 0.14   | 0.14 | 0.92   |

## Langues
Le dialecte principalement utilisé de Hohhot est le Dialecte Zhangjiakou–Hohhot (en) du Jinyu, elle prend davantage de sonorités du mongol que les versions parlées plus au Sud.
Les transports en commun annoncent les arrêts en mongol et mandarin standard. Les panneaux d'indications publiques sont tous écrit en mongol bitchig et chinois han, et souvent également en anglais, ou parfois coréen. Les enseignes des magasins sont tous écrit en mongol bičig et chinois han, beaucoup plus rarement en anglais.

## Subdivisions administratives

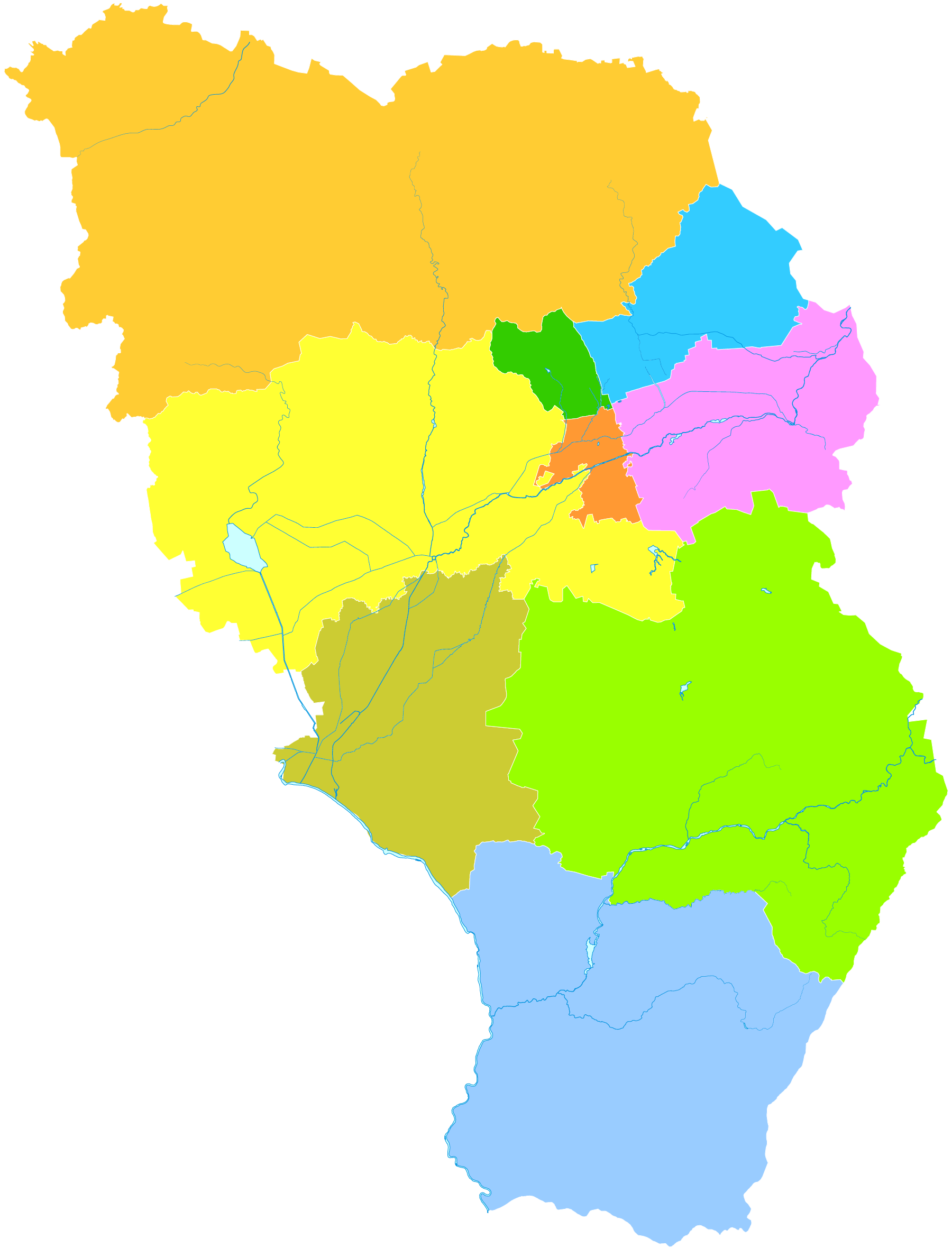

La ville-préfecture de Hohhot exerce sa juridiction sur neuf subdivisions - quatre districts, quatre xian et une bannière :
- le district de Huimin — 回民区, huímín qū ;
- le district de Xincheng — 新城区, xīnchéng qū ;
- le district de Yuquan — 玉泉区, yùquán qū ;
- le district de Saihan — 赛罕区, sàihǎn qū ;
- le xian de Togtoh — 托克托县, tuōkètuō xiàn ;
- le xian de Wuchuan — 武川县, wǔchuān xiàn ;
- le xian de Horinger — 和林格尔县, hélíngé'ěr xiàn ;
- le xian de Qingshuihe — 清水河县, qīngshuǐhé xiàn ;
- la bannière gauche de Tumd — 土默特左旗, tǔmòtè zuǒ qí.

## Économie
Hohhot abrite les sièges sociaux des deux plus grands fabricants chinois de produits laitiers : Mengniu Dairy et Yili Group.
L'un des plus grands datacenter du monde, le China Telecom Inner Mongolia Information Park est également situé à Hohhot,.

## Transports

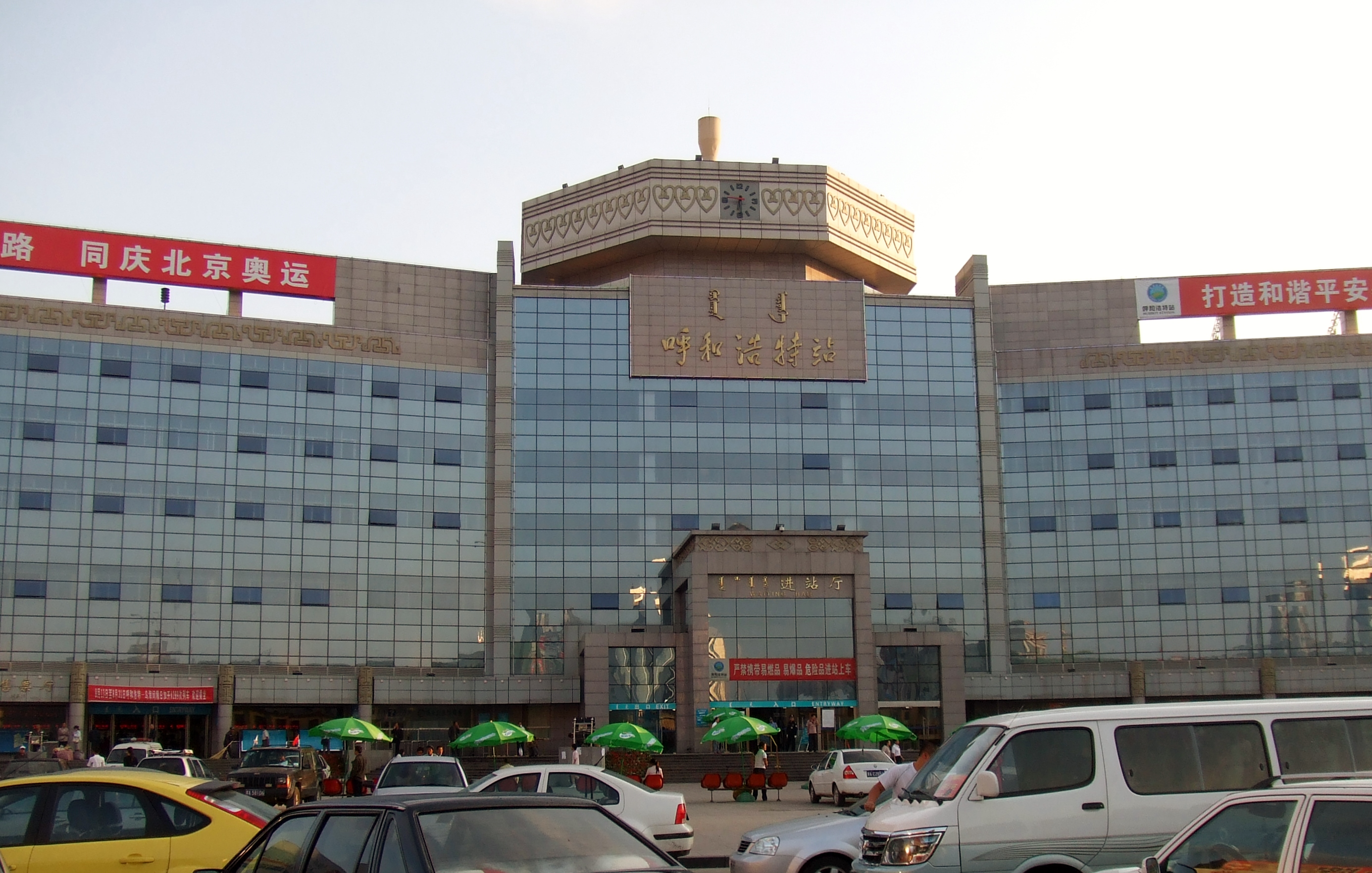
La gare centrale de Hohhot

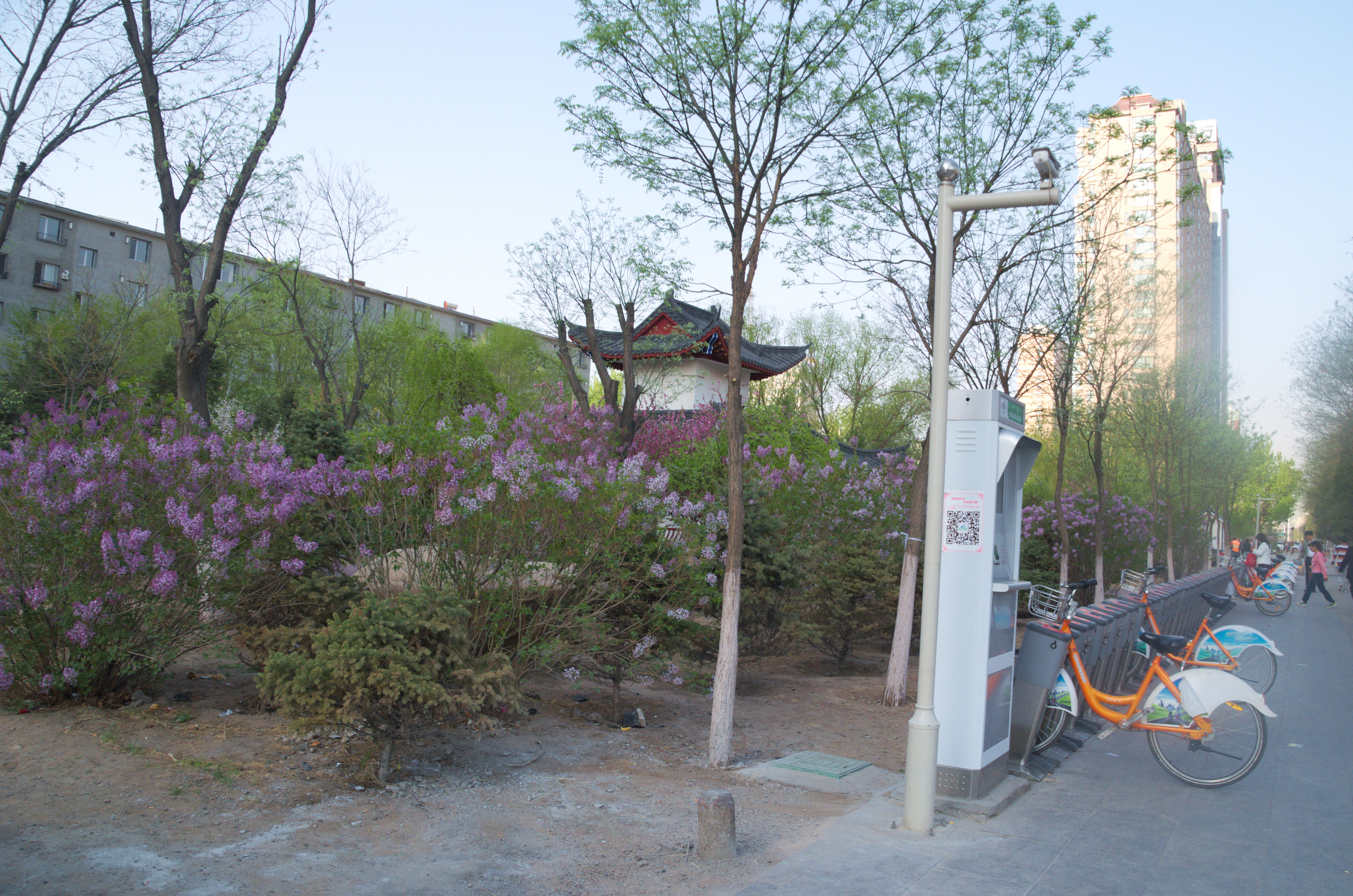
Stations de vélos en libre-service, le long d'un parc.

- La ville est desservie par deux gares ferroviaire, la Gare de Hohhot (呼和浩特站) et la Gare de Hohhot-Est (呼和浩特东站).
- La gare routière (呼和浩特车站) est située à côté de la gare centrale permet de joindre les villes voisines par la route.
- La ville comporte de nombreuses lignes de bus, dont, les lignes bleues (en référence au nom de la ville) 1 et 2 (青1路 ou 青城1路线 et 青2路 ou 青城2路线) qui sont gratuites[5],[6],[7]. Les annonces automatiques y sont faites en mongol et mandarin uniquement.
- De nombreux taxis fonctionnant généralement au gaz sillonnent la ville.
- Des stations automatiques de vélos en libre-service parsèment la ville.
- Le métro de Hohhot est en construction (initialement prévu d'être achevépour décembre 2019).
- L'aéroport international de Hohhot Baita , aéroport actuel qui doit être remplacé par l'aéroport de Hohhot-Shengle .
- L'aéroport international de Hohhot-Shengle , en construction, qui doit remplacer l'aéroport de Hohhot Baita .